# Essential Mixes
Essential Mixes — альбом ремиксов канадской певицы Аврил Лавин, изданный лейблом Sony BMG 20 сентября 2010 года в странах Европы. В него вошли ремиксы и акустические версии песен из трёх предыдущих альбомов певицы. Ремиксы представляют собой танцевальные клубные треки, созданные The Matrix и Dr. Luke. Альбом занял 74 место в хит-параде Италии.

## Список композиций
Essential Mixes
| №   | Название           | Версия         | Длительность |
| --- | ------------------ | -------------- | ------------ |
| 1.  | «Complicated»      | The Matrix Mix | 3:50         |
| 2.  | «Girlfriend»       | Dr. Luke Mix   | 4:00         |
| 3.  | «Hot»              | Wolfdeck Remix | 3:21         |
| 4.  | «Sk8er Boi»        | Акустика       | 3:40         |
| 5.  | «My Happy Ending»  | Акустика       | 4:04         |
| 6.  | «Take Me Away»     | Акустика       | 2:57         |
| 7.  | «Nobody's Home»    | Акустика       | 3:00         |
| 8.  | «He Wasn't»        | Акустика       | 2:59         |
| 9.  | «When You're Gone» | Акустика       | 4:01         |
| 10. | «Girlfriend»       | Junkie XL Mix  | 3:36         |

## Позиции в чартах
| Чарт (2010)   | Лучший результат |
| ------------- | ---------------- |
| Италия — FIMI | 74               |